# Avernes-Saint-Gourgon
Avernes-Saint-Gourgon é uma comuna francesa na região administrativa da Normandia, no departamento Orne. Estende-se por uma área de 11 km². Em 2010 a comuna tinha 60 habitantes (densidade: 5,5 hab./km²).